# Папаризов, Атанас
Атана́с Атана́сов Папари́зов (болг. Атанас Атанасов Папаризов; 5 июля 1951, София) — политик Болгарской социалистической партии (БСП) и (до 1990 г.) Болгарской коммунистической партии (БКП). Бывший евродепутат (2007—2009), министр в 3 правительствах (1990—1991, 1996—1997) и член парламента страны (2001—2009, 2013—2014).

## Ранние годы
Атанас Папаризов родился в Софии 5 июля 1951 г. Окончил гимназию с преподаванием на английском языке в Софии и Московский государственный институт международных отношений по специальности «Международные экономические отношения» в 1977 году.
Работал в Министерстве внешней торговле (позже: Министерстве внешнеэкономических связей) до 1990 г. Оглавлял ряд делегаций за границей, закончил переговоры по принятию Болгарии в члены Всемирной торговой организации.
Прошел специализацию в Гарвардском университете. Владеет английским, французским, испанским, русским и шведским языками.

## В политике
Через год после крутых политических перемен конца 1989 г. в стране Папаризов избран и был министром внешнеэкономических связей Болгарии в правительствах Андрея Луканова (22 сентября — 20 декабря 1990) и Димитра Попова (20 декабря 1990 — 8 ноября 1991). В правительстве Жана Виденова был министром торговли и внешнеэкономического сотрудничества (23 января 1996 — 12 февраля 1997).
Прошел успешно парламентские выборы и был народным представителем в 39-м (2001—2005), 40-м (2005—2009) и 42-м (2013—2014) созывах Народного собрания Болгарии. После вхождения (01.01.2007) Болгарии в Евросоюз в периоде с 2007 по 2009 год был среди первых членов Европейского парламента от Болгарии.
Совет министров Болгарии в апреле 2014 года назначил Папаризова представителем страны при Всемирной торговой организации.